# 公共建築百選

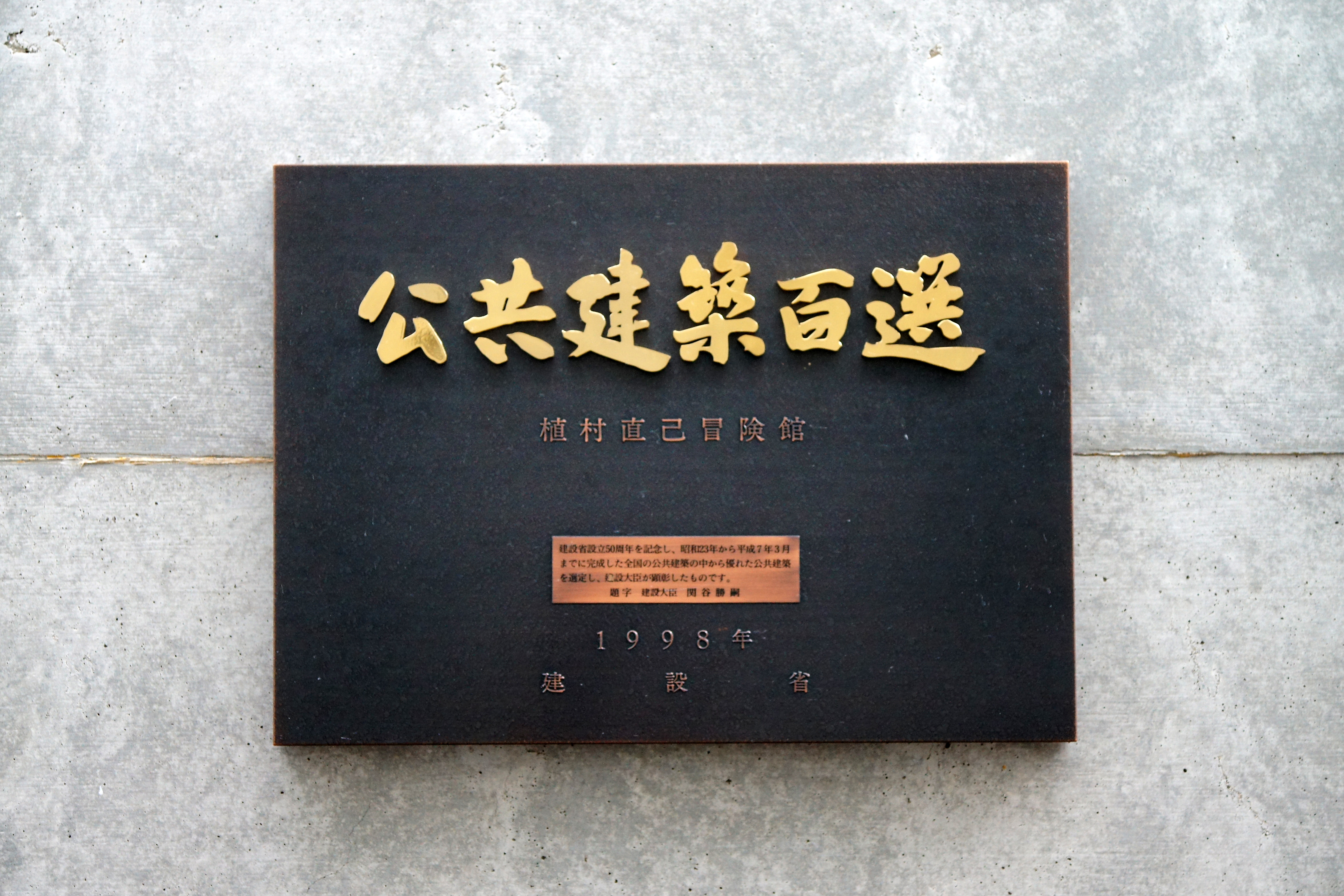
1998年 植村直己冒険館のレリーフ

公共建築百選（こうきょうけんちくひゃくせん）は、建設省（当時。現：国土交通省）が設立50周年を記念して、1998年（平成10年）9月25日に選定委員会において決定し、同年10月14日発表された100件の優れた公共建築物。

## 公共建築百選一覧

### 北海道地区・東北地区
| 施設名                   | 所在地   | 所在地                      | 所在地                      | 設置年                                             | 画像 |
| 施設名                   | 都道府県 | 自治体                      | 自治体                      | 設置年                                             | 画像 |
| ------------------------ | -------- | --------------------------- | --------------------------- | -------------------------------------------------- | ---- |
| 江差追分会館             | 北海道   | 檜山郡江差町                | 檜山郡江差町                | 1982年（昭和57年）                                 |      |
| 札幌芸術の森             | 北海道   | 札幌市                      | 南区                        | 1993年（平成5年）                                  |      |
| 北海道開拓記念館         | 北海道   | 札幌市                      | 厚別区                      | 1970年（昭和45年）                                 |      |
| 弘前市立博物館           | 青森県   | 弘前市                      | 弘前市                      | 1976年（昭和51年）                                 |      |
| ふれあいランド岩手       | 岩手県   | 盛岡市                      | 盛岡市                      | 1994年（平成6年）                                  |      |
| 一迫町立一迫小学校       | 宮城県   | 栗原郡一迫町 （現：栗原市） | 栗原郡一迫町 （現：栗原市） | 1994年（平成6年）                                  |      |
| 七ヶ浜国際村             | 宮城県   | 宮城郡七ヶ浜町              | 宮城郡七ヶ浜町              | 1993年（平成5年）                                  |      |
| 仙台市科学館             | 宮城県   | 仙台市                      | 青葉区                      | 1990年（平成2年）                                  |      |
| 宮城県美術館             | 宮城県   | 仙台市                      | 青葉区                      | 本館：1981年（昭和56年） 記念館：1990年（平成2年） |      |
| 秋田市立中央図書館明徳館 | 秋田県   | 秋田市                      | 秋田市                      | 1983年（昭和58年）                                 |      |
| 角館郵便局               | 秋田県   | 仙北郡角館町 （現：仙北市） | 仙北郡角館町 （現：仙北市） | 1992年（平成4年）                                  |      |
| 出羽遊心館               | 山形県   | 酒田市                      | 酒田市                      | 1994年（平成6年）                                  |      |
| 遊学館                   | 山形県   | 山形市                      | 山形市                      | 1988年（昭和63年）                                 |      |
| 郡山市立美術館           | 福島県   | 郡山市                      | 郡山市                      | 1992年（平成4年）                                  |      |
| 福島県立美術館・図書館   | 福島県   | 福島市                      | 福島市                      | 1984年（昭和59年）                                 |      |

### 関東地区
| 施設名                             | 所在地   | 所在地                          | 所在地                          | 設置年             | 画像 |
| 施設名                             | 都道府県 | 自治体                          | 自治体                          | 設置年             | 画像 |
| ---------------------------------- | -------- | ------------------------------- | ------------------------------- | ------------------ | ---- |
| 水戸芸術館                         | 茨城県   | 水戸市                          | 水戸市                          | 1990年（平成2年）  |      |
| ミュージアムパーク茨城県自然博物館 | 茨城県   | 岩井市 （現：坂東市）           | 岩井市 （現：坂東市）           | 1994年（平成6年）  |      |
| 佐野市郷土博物館                   | 栃木県   | 佐野市                          | 佐野市                          | 1983年（昭和58年） |      |
| 群馬音楽センター                   | 群馬県   | 高崎市                          | 高崎市                          | 1961年（昭和36年） |      |
| 群馬県立近代美術館                 | 群馬県   | 高崎市                          | 高崎市                          | 1974年（昭和49年） |      |
| 埼玉県立博物館                     | 埼玉県   | 大宮市 （現：さいたま市大宮区） | 大宮市 （現：さいたま市大宮区） | 1971年（昭和46年） |      |
| 千葉県文化会館                     | 千葉県   | 千葉市                          | 中央区                          | 1967年（昭和42年） |      |
| 千葉市美術館・中央区役所           | 千葉県   | 千葉市                          | 中央区                          | 1994年（平成6年）  |      |
| 日本コンベンションセンター         | 千葉県   | 千葉市                          | 美浜区                          | 1989年（平成元年） |      |
| NTT日比谷ビル                      | 東京都   | 千代田区                        | 千代田区                        | 1961年（昭和36年） |      |
| 国立劇場                           | 東京都   | 千代田区                        | 千代田区                        | 1966年（昭和41年） |      |
| 最高裁判所                         | 東京都   | 千代田区                        | 千代田区                        | 1974年（昭和49年） |      |
| 国立西洋美術館本館                 | 東京都   | 台東区                          | 台東区                          | 1959年（昭和34年） |      |
| 東京文化会館                       | 東京都   | 台東区                          | 台東区                          | 1961年（昭和36年） |      |
| 国立代々木競技場                   | 東京都   | 渋谷区                          | 渋谷区                          | 1964年（昭和39年） |      |
| 世田谷区立世田谷美術館             | 東京都   | 世田谷区                        | 世田谷区                        | 1985年（昭和60年） |      |
| 東京都庁舎                         | 東京都   | 新宿区                          | 新宿区                          | 1991年（平成3年）  |      |
| 神奈川県立音楽堂                   | 神奈川県 | 横浜市                          | 西区                            | 1954年（昭和29年） |      |
| 横浜人形の家                       | 神奈川県 | 横浜市                          | 中区                            | 1986年（昭和61年） |      |
| 真鶴町立中川一政美術館             | 神奈川県 | 足柄下郡真鶴町                  | 足柄下郡真鶴町                  | 1988年（昭和63年） |      |
| 山梨県立美術館                     | 山梨県   | 甲府市                          | 甲府市                          | 1978年（昭和53年） |      |
| 長野市立博物館                     | 長野県   | 長野市                          | 長野市                          | 1981年（昭和56年） |      |
| 浪合学校                           | 長野県   | 下伊那郡浪合村 （現：阿智村）   | 下伊那郡浪合村 （現：阿智村）   | 1988年（昭和63年） |      |
| 碌山美術館                         | 長野県   | 南安曇郡穂高町 （現：安曇野市） | 南安曇郡穂高町 （現：安曇野市） | 1958年（昭和33年） |      |

### 北陸地区・中部地区
| 施設名                             | 所在地   | 所在地                        | 所在地                        | 設置年             | 画像             |
| 施設名                             | 都道府県 | 自治体                        | 自治体                        | 設置年             | 画像             |
| ---------------------------------- | -------- | ----------------------------- | ----------------------------- | ------------------ | ---------------- |
| 蕗谷虹児記念館                     | 新潟県   | 新発田市                      | 新発田市                      | 1987年（昭和62年） |                  |
| 高岡市美術館                       | 富山県   | 高岡市                        | 高岡市                        | 1994年（平成6年）  |                  |
| 富山県立山博物館展示館・遙望館     | 富山県   | 中新川郡立山町                | 中新川郡立山町                | 1991年（平成3年）  |                  |
| 富山県利賀芸術公園                 | 富山県   | 東礪波郡利賀村 （現：南砺市） | 東礪波郡利賀村 （現：南砺市） | 1994年（平成6年）  |                  |
| 浅蔵五十吉美術館                   | 石川県   | 能美郡寺井町 （現：能美市）   | 能美郡寺井町 （現：能美市）   | 1993年（平成5年）  |                  |
| 石川県立歴史博物館                 | 石川県   | 金沢市                        | 金沢市                        | 1990年（平成2年）  |                  |
| 金沢市文化ホール                   | 石川県   | 金沢市                        | 金沢市                        | 1982年（昭和57年） |                  |
| 古今伝授の里フィールドミュージアム | 岐阜県   | 郡上郡大和町 （現：郡上市）   | 郡上郡大和町 （現：郡上市）   | 1993年（平成5年）  |                  |
| 伊豆の長八美術館                   | 静岡県   | 賀茂郡松崎町                  | 賀茂郡松崎町                  | 1984年（昭和59年） | 伊豆の長八美術館 |
| 静岡市立芹沢銈介美術館             | 静岡県   | 静岡市 （現：静岡市駿河区）   | 静岡市 （現：静岡市駿河区）   | 1981年（昭和56年） |                  |
| 愛知芸術文化センター               | 愛知県   | 名古屋市                      | 東区                          | 1992年（平成4年）  |                  |
| トヨタ産業技術記念館               | 愛知県   | 名古屋市                      | 西区                          | 1994年（平成6年）  |                  |
| トヨタ鞍ケ池記念館                 | 愛知県   | 豊田市                        | 豊田市                        | 1974年（昭和49年） |                  |
| 鳥羽市立海の博物館                 | 三重県   | 鳥羽市                        | 鳥羽市                        | 1992年（平成4年）  |                  |
| 三重県立美術館                     | 三重県   | 津市                          | 津市                          | 1982年（昭和57年） |                  |

### 近畿地区
| 施設名                       | 所在地   | 所在地                      | 所在地                      | 設置年             | 画像 |
| 施設名                       | 都道府県 | 自治体                      | 自治体                      | 設置年             | 画像 |
| ---------------------------- | -------- | --------------------------- | --------------------------- | ------------------ | ---- |
| サンドーム福井               | 福井県   | 武生市 （現：越前市）       | 武生市 （現：越前市）       | 1995年（平成7年）  |      |
| 滋賀県立大学                 | 滋賀県   | 彦根市                      | 彦根市                      | 1995年（平成7年）  |      |
| 八日市市庁舎                 | 滋賀県   | 八日市市 （現：東近江市）   | 八日市市 （現：東近江市）   | 1977年（昭和52年） |      |
| 京都コンサートホール         | 京都府   | 京都市                      | 左京区                      | 1995年（平成7年）  |      |
| 国立京都国際会館             | 京都府   | 京都市                      | 左京区                      | 1966年（昭和41年） |      |
| 京都府京都文化博物館         | 京都府   | 京都市                      | 中京区                      | 1988年（昭和63年） |      |
| 中京郵便局                   | 京都府   | 京都市                      | 中京区                      | 1978年（昭和53年） |      |
| 大阪府立国際児童文学館       | 大阪府   | 吹田市                      | 吹田市                      | 1984年（昭和59年） |      |
| 国立民族学博物館             | 大阪府   | 吹田市                      | 吹田市                      | 1977年（昭和52年） |      |
| 明石市立天文科学館           | 兵庫県   | 明石市                      | 明石市                      | 1960年（昭和35年） |      |
| 植村直己冒険館               | 兵庫県   | 城崎郡日高町 （現：豊岡市） | 城崎郡日高町 （現：豊岡市） | 1994年（平成6年）  |      |
| 橿原市昆虫館                 | 奈良県   | 橿原市                      | 橿原市                      | 1989年（平成元年） |      |
| 奈良県新公会堂               | 奈良県   | 奈良市                      | 奈良市                      | 1987年（昭和62年） |      |
| 奈良県本庁舎                 | 奈良県   | 奈良市                      | 奈良市                      | 1965年（昭和40年） |      |
| 奈良国立博物館西新館         | 奈良県   | 奈良市                      | 奈良市                      | 1972年（昭和47年） |      |
| 和歌山県立近代美術館・博物館 | 和歌山県 | 和歌山市                    | 和歌山市                    | 1994年（平成6年）  |      |

### 中国地区・四国地区
| 施設名                                      | 所在地   | 所在地                      | 所在地                      | 設置年                                                                      | 画像 |
| 施設名                                      | 都道府県 | 自治体                      | 自治体                      | 設置年                                                                      | 画像 |
| ------------------------------------------- | -------- | --------------------------- | --------------------------- | --------------------------------------------------------------------------- | ---- |
| 米子市公会堂                                | 鳥取県   | 米子市                      | 米子市                      | 1958年（昭和33年）                                                          |      |
| 出雲ドーム                                  | 島根県   | 出雲市                      | 出雲市                      | 1992年（平成4年）                                                           |      |
| 森鷗外記念館                                | 島根県   | 鹿足郡津和野町              | 鹿足郡津和野町              | 1995年（平成7年）                                                           |      |
| 倉敷市庁舎                                  | 岡山県   | 倉敷市                      | 倉敷市                      | 1980年（昭和55年）                                                          |      |
| 広島県庁舎                                  | 広島県   | 広島市                      | 中区                        | 1956年（昭和31年）                                                          |      |
| 広島平和記念資料館・ 広島国際会議場         | 広島県   | 広島市                      | 中区                        | 西館：1955年（昭和30年） 東館：1994年（平成6年） 会議場：1989年（平成元年） |      |
| 中原中也記念館                              | 山口県   | 山口市                      | 山口市                      | 1993年（平成5年）                                                           |      |
| 鳴門市文化会館                              | 徳島県   | 鳴門市                      | 鳴門市                      | 1982年（昭和57年）                                                          |      |
| NTT高松病院                                 | 香川県   | 高松市                      | 高松市                      | 1962年（昭和37年）                                                          |      |
| 香川県庁舎                                  | 香川県   | 高松市                      | 高松市                      | 1958年（昭和33年）                                                          |      |
| 瀬戸内海歴史民俗資料館                      | 香川県   | 高松市                      | 高松市                      | 1973年（昭和48年）                                                          |      |
| 丸亀市猪熊弦一郎現代美術館・ 丸亀市立図書館 | 香川県   | 丸亀市                      | 丸亀市                      | 1991年（平成3年）                                                           |      |
| 新居浜市立別子銅山記念図書館                | 愛媛県   | 新居浜市                    | 新居浜市                    | 1992年（平成4年）                                                           |      |
| 内子町立大瀬中学校                          | 愛媛県   | 喜多郡内子町                | 喜多郡内子町                | 1992年（平成4年）                                                           |      |
| いの町紙の博物館                            | 高知県   | 吾川郡伊野町 （現：いの町） | 吾川郡伊野町 （現：いの町） | 1985年（昭和60年）                                                          |      |

### 九州・沖縄地区
| 施設名                                          | 所在地   | 所在地         | 所在地         | 設置年                                                                           | 画像 |
| 施設名                                          | 都道府県 | 自治体         | 自治体         | 設置年                                                                           | 画像 |
| ----------------------------------------------- | -------- | -------------- | -------------- | -------------------------------------------------------------------------------- | ---- |
| 北九州市立美術館                                | 福岡県   | 北九州市       | 戸畑区         | 1974年（昭和49年）                                                               |      |
| 田川文化エリア                                  | 福岡県   | 田川市         | 田川市         | 1991年（平成3年）                                                                |      |
| 佐賀県立九州陶磁文化館                          | 佐賀県   | 西松浦郡有田町 | 西松浦郡有田町 | 1980年（昭和55年）                                                               |      |
| 島原図書館                                      | 長崎県   | 島原市         | 島原市         | 1986年（昭和61年）                                                               |      |
| 熊本市水道局庁舎                                | 熊本県   | 熊本市         | 熊本市         | 1963年（昭和38年）                                                               |      |
| 八代市立博物館 未来の森ミュージアム             | 熊本県   | 八代市         | 八代市         | 1991年（平成3年）                                                                |      |
| アートプラザ                                    | 大分県   | 大分市         | 大分市         | 1966年（昭和41年）                                                               |      |
| 大分県庁舎                                      | 大分県   | 大分市         | 大分市         | 1962年（昭和37年）                                                               |      |
| 竹田郵便局                                      | 大分県   | 竹田市         | 竹田市         | 1988年（昭和63年）                                                               |      |
| 中津市立小幡記念図書館                          | 大分県   | 中津市         | 中津市         | 1993年（平成5年）                                                                |      |
| 宮崎県総合文化公園 （図書館・芸術劇場・美術館） | 宮崎県   | 宮崎市         | 宮崎市         | 図書館：1988年（昭和63年） 芸術劇場：1993年（平成5年） 美術館：1994年（平成6年） |      |
| 霧島国際音楽ホール                              | 鹿児島県 | 霧島市         | 霧島市         | 1994年（平成6年）                                                                |      |
| クレインパークいずみ                            | 鹿児島県 | 出水市         | 出水市         | 1995年（平成7年）                                                                |      |
| 沖縄県公文書館                                  | 沖縄県   | 島尻郡南風原町 | 島尻郡南風原町 | 1995年（平成7年）                                                                |      |
| 沖縄コンベンションセンター                      | 沖縄県   | 宜野湾市       | 宜野湾市       | 1987年（昭和62年）                                                               |      |